# Destiny (Felix Cavaliere)
| Recensione | Giudizio |
| ---------- | -------- |
| AllMusic   | [ 1 ]    |

Destiny è il secondo album discografico solistico del cantante e musicista statunitense Felix Cavaliere, pubblicato dall'etichetta discografica Bearsville Records nel luglio del 1975.

## Tracce
Lato A
1. Destiny – 4:00 (Felix Cavaliere, Carman Moore, Darcy Miller)
2. Flip Flop – 4:13 (Felix Cavaliere)
3. Never Felt Love Before – 2:50 (Felix Cavaliere)
4. I Can Remember – 3:07 (Felix Cavaliere, Carman Moore)
5. Light of My Life – 3:59 (Felix Cavaliere, Carman Moore, Darcy Miller)

Lato B
1. I Can't Stop Loving You – 2:57 (Felix Cavaliere, Carman Moore, Darcy Miller)
2. Try to Believe – 3:53 (Felix Cavaliere, Carman Moore, Darcy Miller)
3. You Came and Set Me Free – 3:27 (Felix Cavaliere)
4. Love Came – 4:10 (Felix Cavaliere, Carman Moore, Darcy Miller)
5. Hit and Run – 3:51 (Felix Cavaliere, Carman Moore, Darcy Miller)

## Musicisti
Destiny
- Felix Cavaliere - voce solista, pianoforte
- Buzz Feiten - chitarra
- Steve Khan - chitarra
- George Young - sassofono (solo)
- Mervin Bronson - basso
- Jack Scarangella - batteria
- Gail Boggs - accompagnamento vocale, cori
- Darcy Miller - accompagnamento vocale, cori
- Walter Raim - arrangiamento strumenti ad arco

Flip Flop
- Felix Cavaliere - voce solista, organo
- Buzz Feiten - chitarra, arrangiamento strumenti a fiato
- Steve Khan - chitarra
- Mike Brecker - sassofono tenore
- Dave Sanborn - sassofono alto
- Tom Malone - trombone
- Will Lee IV - basso
- Dino Danelli - batteria
- Gail Boggs - accompagnamento vocale, cori
- Darcy Miller - accompagnamento vocale, cori

Never Felt Love Before
- Felix Cavaliere - voce solista, pianoforte, celeste
- Steve Khan - chitarra
- Alan Rubin - tromba
- Wayne Andre - trombone
- George Young - sassofono
- Will Lee IV - basso
- Rick Marotta - batteria
- Walter Raim - arrangiamento strumenti a fiato, arrangiamento strumenti ad arco
- Gail Boggs - accompagnamento vocale, cori
- Darcy Miller - accompagnamento vocale, cori

I Can Remember
- Felix Cavaliere - voce solista, pianoforte elettrico
- Steve Khan - chitarra elettrica, chitarra acustica
- Joe Farrell - sassofono (solo)
- Will Lee IV - basso
- Rick Marotta - batteria
- Walter Raim - arrangiamento strumenti ad arco

Light of My Life
- Felix Cavaliere - voce solista, clavinette, pianoforte
- Jeff Southworth - chitarra
- Joe Farrell - sassofono (solo)
- Mervin Bronson - basso
- Jack Scarangella - batteria
- Gail Boggs - accompagnamento vocale, cori
- Darcy Miller - accompagnamento vocale, cori

Can't Stop Loving You
- Felix Cavaliere - voce solista, pianoforte elettrico
- Buzz Feiten - chitarra, sitar elettrico
- Steve Khan - chitarra
- Dave Sanborn - sassofono
- Will Lee IV - basso
- Rick Marotta - batteria
- Gail Boggs - accompagnamento vocale, cori
- Darcy Miller - accompagnamento vocale, cori

Try to Believe
- Felix Cavaliere - voce solista, pianoforte, arrangiamento strumenti a fiato
- Leslie West - chitarra solista
- Jeff Southworth - chitarra ritmica
- George Young - sassofono tenore
- Victor Mattson - sassofono alto
- Wayne Andre - trombone
- Mervin Bronson - basso
- Jack Scarangella - batteria
- Gail Boggs - accompagnamento vocale, cori
- Darcy Miller - accompagnamento vocale, cori

You Came and Set Me Free
- Felix Cavaliere - voce solista, sintetizzatore arp, organo
- Elliott Randall - chitarra
- Joe Farrell - flauto (solo)
- Eddie Gua Gua Rivera - basso
- Jack Scarangella - batteria
- Tony Jiminez - percussioni
- Gail Boggs - accompagnamento vocale, cori
- Nancy O'Neill - accompagnamento vocale, cori
- Diane Scanlon - accompagnamento vocale, cori

Love Came
- Felix Cavaliere - voce solista, organo
- Buzz Feiten - chitarra, arrangiamento strumenti a fiato
- Steve Khan - chitarra
- Edgar Matthews - tromba
- Earl Ford, Jr. - trombone
- Ed Logan - sassofono
- Mervin Bronson - basso
- Jack Scarangella - batteria
- Laura Nyro - accompagnamento vocale, cori
- Gail Boggs - accompagnamento vocale, cori
- Darcy Miller - accompagnamento vocale, cori

Hit and Run
- Felix Cavaliere - voce solista, clavinette, clavicembalo
- Buzz Feiten - chitarra
- Rod Price - chitarra
- Leslie West - chitarra
- Steve Khan - chitarra (solo)
- Will Lee IV - basso
- Rick Marotta - batteria
- Jack Scarangella - batteria
- Ken Bichel - arpa

Note aggiuntive
- Felix Cavaliere - produttore (per la Shanti Productions)
- Registrato e mixato al A&R Studios ed al Sound Ideas di New York
- Elliot Scheiner - ingegnere delle registrazioni
- Glenn Berger - assistente ingegnere delle registrazioni
- Peter Corriston, AGI - design album
- Ernst Haas - fotografia copertina album
- Hal Fiedler - calligrafia[3]